# لوكهيد مارتن في إتش-71 كيستريل
لوكهيد مارتن في إتش-71 كيستريل  (بالإنجليزية: Lockheed Martin VH-71 Kestrel)‏ هي مروحية كان أول طيران لها في 3 يوليو 2007. صنع منها 71 طائرة، وسعر الطائرة الواحدة منها هو 400 مليون دولار.

## مواصفات (VH-71)
Specifications with an asterisk (*) next to them are specifically for the VH-71. All others are for AW101.
المعلومات من Jane's All The World's Aircraft 2003–2004, others
الخصائص العامة
- طاقم: 4
- السعة: 14 seated troops*
- الطول: 64 ft 1 in (19.53 m)
- قطر الدوار: 61 ft (18.59 m)
- إرتفاع: 21 ft 8¾ in (6.62 m)
- دوار مساحتة: 2,992.5 ft² (271.51 m²)
- الوزن فارغة: 23,149 lb (10,500 kg)
- وزن الإقلاع الأقصى: 34,392 lb (15,600 kg)
- محركات: 3× General Electric CT7-8E محرك عمود دوران توربينيs, 2,520 حصان (وحدة قدرة) (1,879 kW) (take-off power) الواحد

 الأداء 
- لم تتجاوز سرعة: 167 عقدة (وحدة)s (192 mph, 309 km/h)
- سرعة كروز: 150 knots (167 mph, 278 km/h)
- المدى: 863 mi (1,389 km)
- سقف الخدمة: 15,010 ft (4,575 m)
- معدل الصعود: 2,010 ft/min (10.2 m/s)
- حمولة الدوار: 11.0 lb/ft² (53.8 kg/m²)
- الطاقة / الكتلة: 0.174 shp/lb (0.2849 kW/kg)